# Iglesia de San Pedro Apóstol (Valladolid)
La iglesia de San Pedro Apóstol es un templo católico ubicado en Valladolid. Se encuentra detrás del Hospital Clínico Universitario de Valladolid y cerca de la histórica Cárcel de la Chancillería de Valladolid.

## Historia
Consta su existencia al finalizarse el siglo XII, pero la primera alusión documental comprobada data del año 1278, cuando el canónigo Ferrán Domínguez ordena en su testamento entregar “a la obra de Sant Pedro çinco moravedis”.
En 1571 el cura párroco manda desmontar al entallador Benito Giralte el retablo mayor del templo “para hazer la yglesia” actual, cuya cabecera está concluida en 1578, momento en el que se paga a Cristóbal de Amberes la vidriera “de hazia el prado solano”. Las obras estuvieron paralizadas durante bastantes años, pues en 1606 el maestro de obras Francisco Negrete se comprometía con el cura y mayordomo “para efeto de acabar de fenecer”.
En 1634 construye Juan de Répide el coro alto y otras obras de menor importancia que fueron tasadas el año siguiente por Juan del Valle y Juan de Lencín.
Los maestros Antonio Crespo y Tomás Martínez trabajaban en el templo en 1748 y su trabajo fue supervisado por el arquitecto José Morante y costeado parcialmente por el cabildo catedralicio. Finalmente, en 1759, el arquitecto Antolín Rodríguez construyó gratuitamente el camarín existente detrás del altar del Santo Cristo de la Espiga.
Unas semanas antes del inicio de la Guerra de la Independencia española el general francés Jean-Pierre Firmin Malher murió accidentalmente en Valladolid el 13 de marzo de 1808 durante un ejercicio militar cuando un soldado disparó accidentalmente la baqueta de su fusil durante unas prácticas de tiro en el Campo de San Isidro, alcanzándolo mortalmente. Sus restos se encuentran enterrados en actualmente en esta iglesia. Su apellido es uno de los que está grabado en el Arco de Triunfo de París y su corazón se encuentra en el Panteón de París.
En 1817 fue nombrado párroco don Luis López-Vigil y Pando.
La fachada, construida en piedra su primer cuerpo, dispuso hasta 1950 de una pequeña torrecilla, ofreciendo una composición muy humilde en la que sólo destacaba la portada, de gusto herreriano, adintelada y coronada por un frontón triangular en el que se aloja una hornacina con una escultura de San Pedro. En aquel último año se rehízo el segundo cuerpo y se sustituyó la torrecilla por dos espadañas. Finalmente, en 1967, se procedió a forrar con piedra el segundo cuerpo con piedra caliza de Campaspero. En la restauración efectuada entre 2012 y 2013, se procedió a eliminar ese forro.
En 2016 la herencia de una feligresa se utilizó para restaurar el retablo del interior del templo.

## Estilo

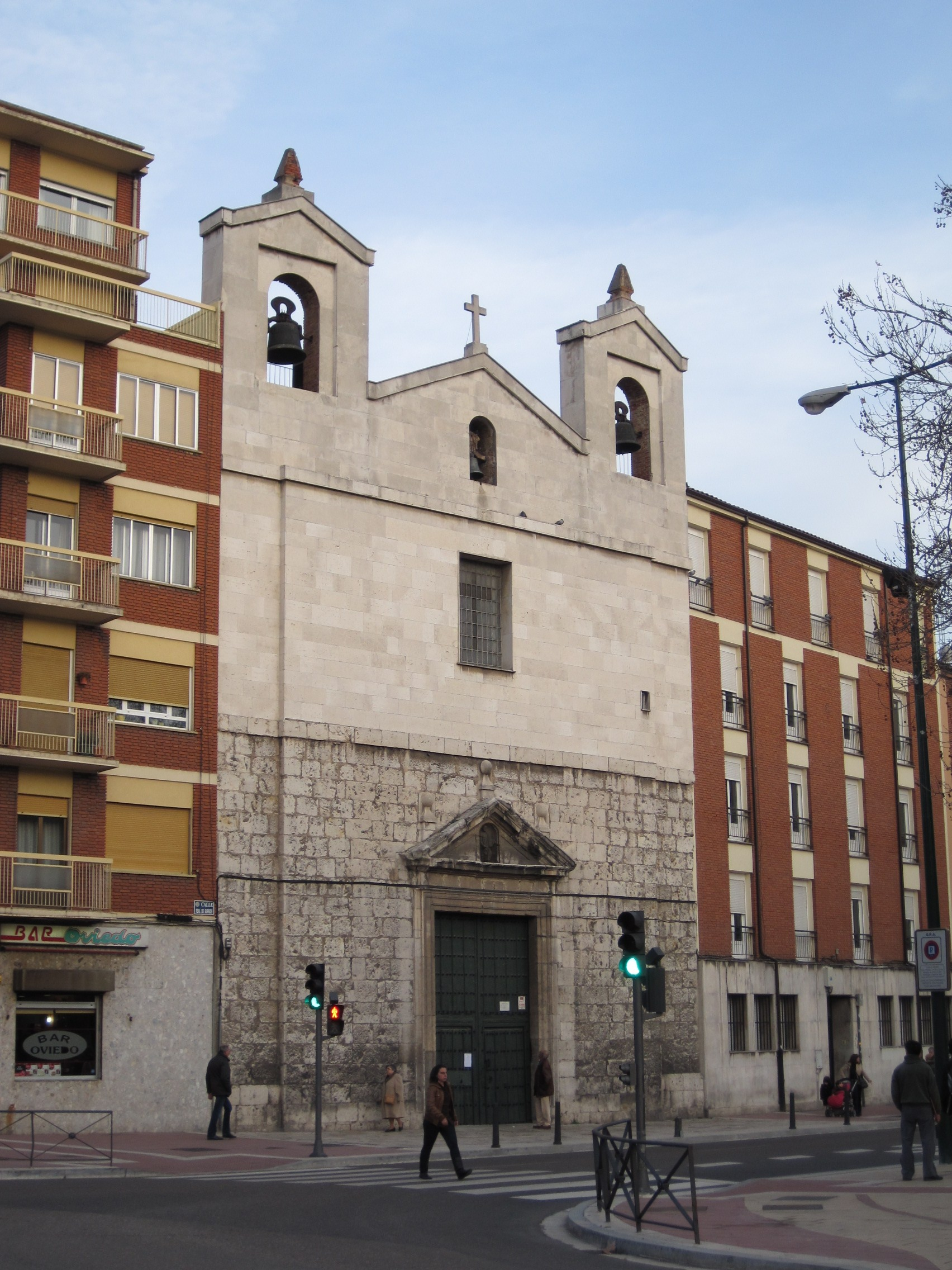
Aspecto de la fachada desde el año 1967 hasta 2013.

Su edificio, modesto exteriormente, construido con piedra y ladrillo, dispone de una sola nave rematada en testero plano y capillas hornacinas abiertas en sus muros laterales. El crucero no se destaca al exterior y toda la cabecera se cubre mediante bóveda de crucería estrellada, con nervaduras de combados muy atrevidos, decoradas con claves pinjantes de estilo renaciente.
La nave se recorre por pilastras de orden toscano que soportan un entablamento volado, sobre el que se disponen vanos termales profundos que facilitan la iluminación del interior. La cubierta consiste en bóveda de medio cañón y el efecto general, excepción de la capilla mayor, es el de un templo clasicista que acusa el influjo de la catedral, permitiendo sospechar la intervención como tracista de algún arquitecto formado en la obra del primer templo de la ciudad, no pudiéndose descartar que fuese el mismo Juan de Répide, que estuvo al frente de la construcción de la catedral.

## Galería de imágenes

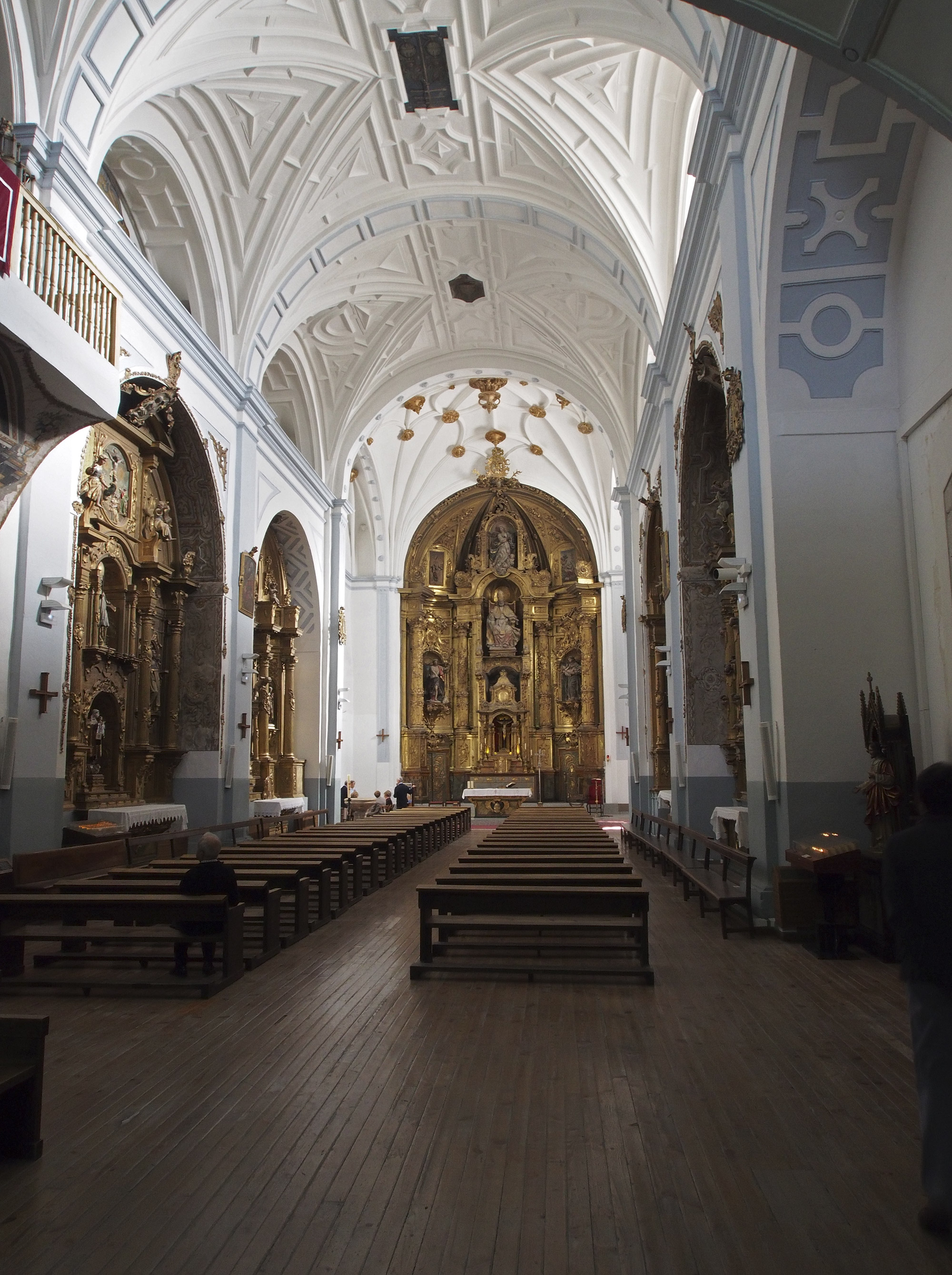
Vista a lo largo de la nave mayor.
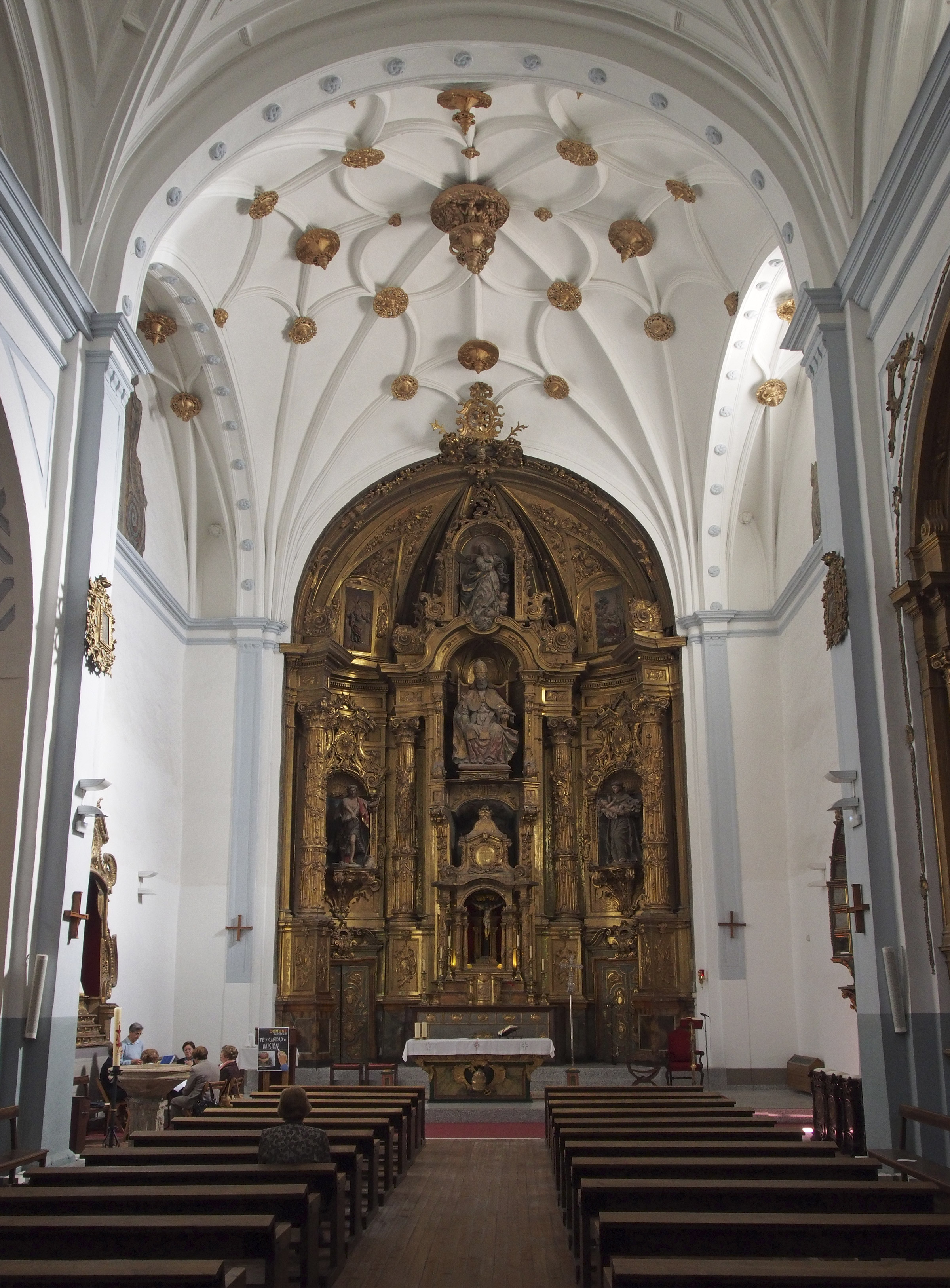
Crucero y retablo mayor.
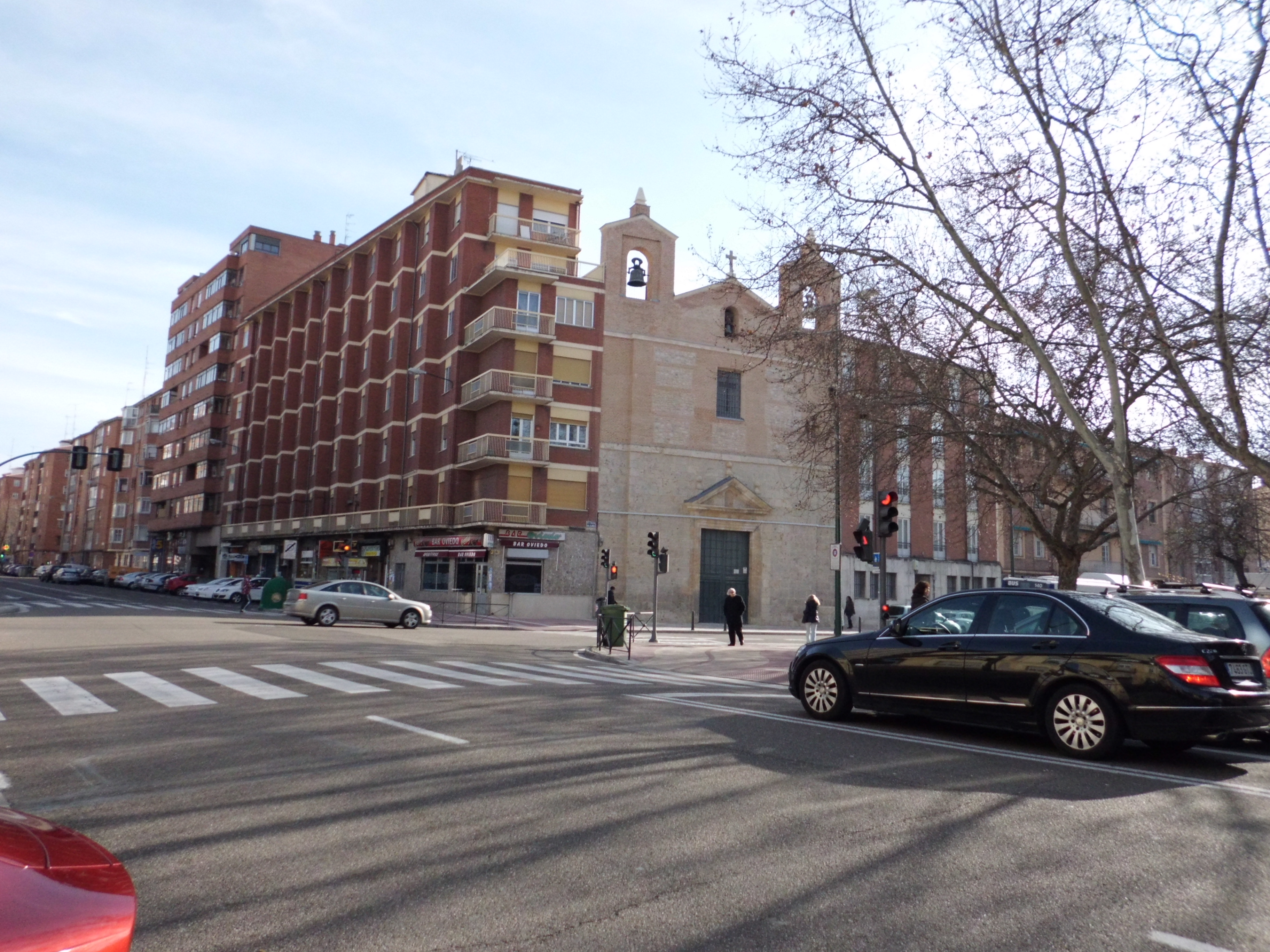
Cruce de la calle Madre de Dios con Real de Burgos.
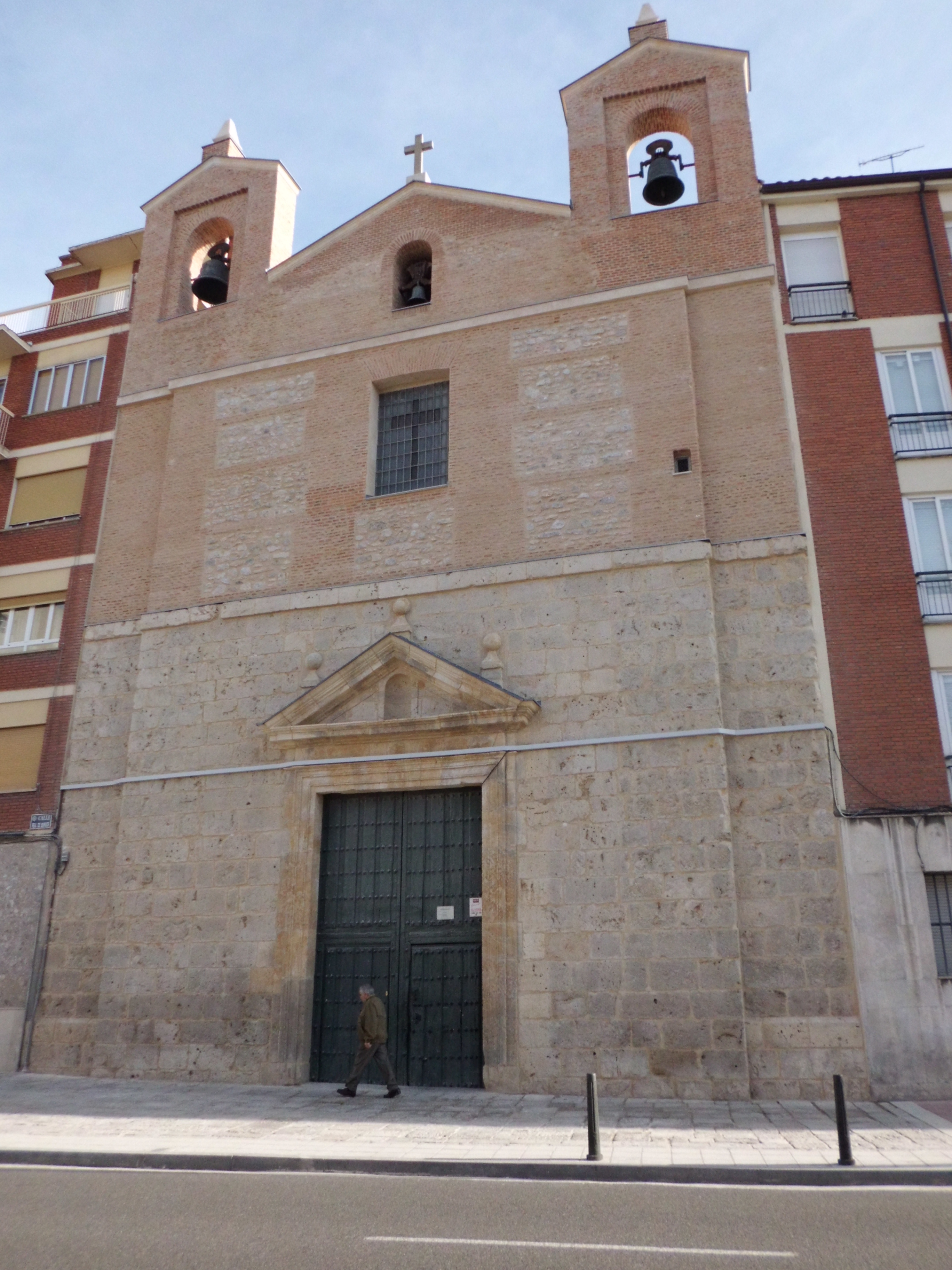
Vista frontal.